# 彩の森入間公園
彩の森入間公園（さいのもりいるまこうえん）は、埼玉県入間市内にある埼玉県営の都市公園（総合公園）。

## 沿革
1973年に米軍のジョンソン基地が返還され（現在も一部には航空自衛隊入間基地がある）、防災拠点として1998年に公園が開園した。

## 主な施設
- 芝生広場
- 池
- 駐車場
- 障害者用トイレ

## 交通
- 電車：西武池袋線稲荷山公園駅南口から徒歩10分

西武池袋線入間市駅南口から徒歩15分
- 車：首都圏中央連絡自動車道狭山日高ICから4km

首都圏中央連絡自動車道入間ICから5km

## 周辺施設
- 埼玉県立入間向陽高等学校
- 入間市立豊岡中学校
- 入間市立東町小学校
- ジョンソン・タウン
- 東京家政大学
- 入間基地